# Fast paviljong

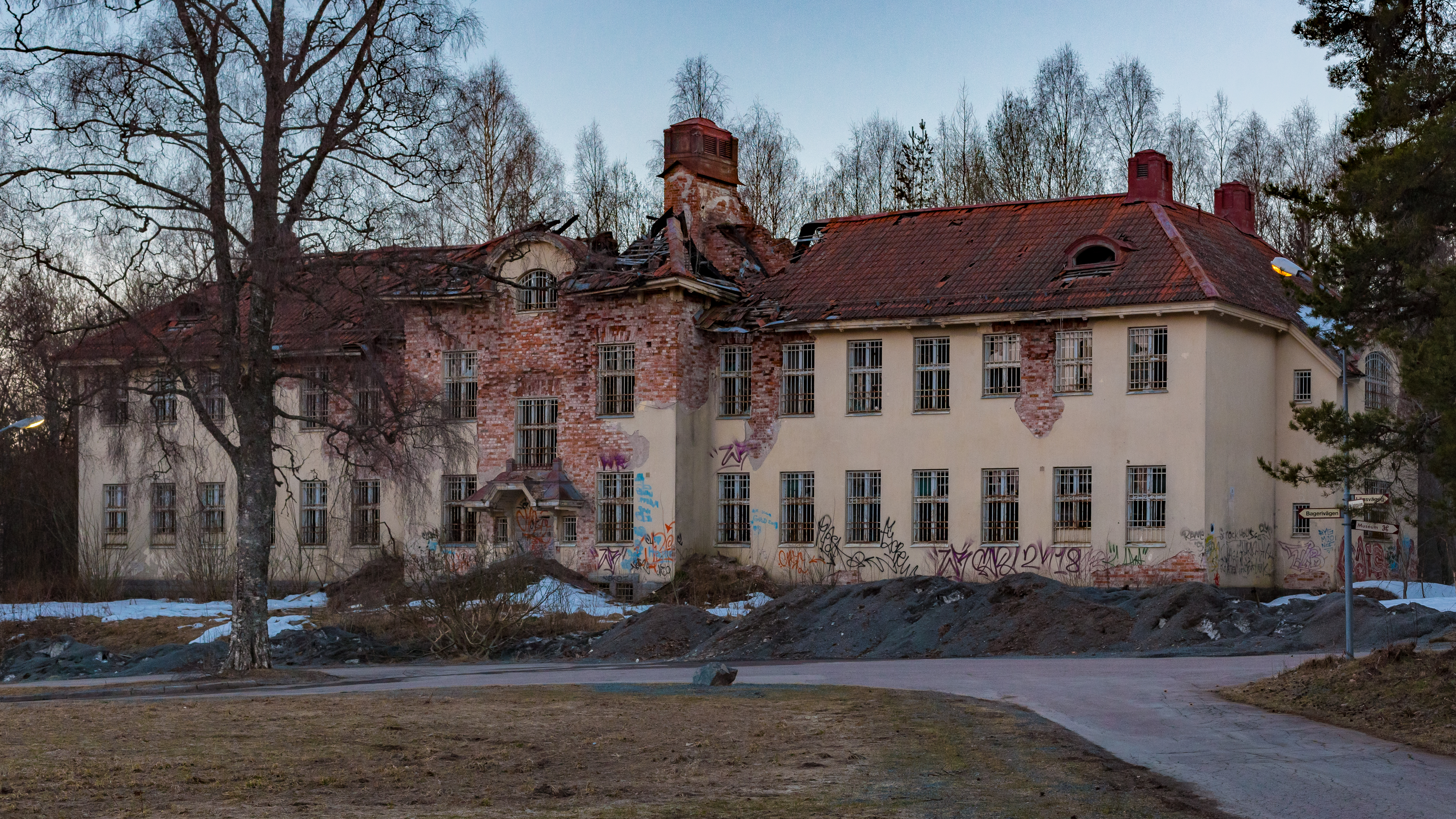
Säters fasta paviljong (nedlagd 1989).

Fast paviljong, syftar på slutna rymningssäkra avdelningar som fanns på en del svenska fängelser och mentalsjukhus. Begreppet härstammar från tyskans "festes Haus".

## Fast paviljong inom psykiatrin
Den fasta paviljongen var säkerhetspaviljong och fungerade som riksanstalt för särskilt vårdkrävande patienter från hela landet. Den skulle vara rymningssäker och ha en hög säkerhet. Väggarna var tjocka. Det fanns speciella larmanordningar som gjorde det lätt att kalla på förstärkning. Ljuset i hela byggnaden kunde tändas från en central plats. Byggnaden omgärdades av en mur (från början av ett högt trästaket, vilket dock inte ansågs tillräckligt).
I Sverige kom två fasta paviljonger att uppföras, den ena vid Säters hospital och den andra vid Västerviks hospital.
I början av 1980-talet försvann begreppet fast paviljong och ersattes av "specialavdelning".